# 1908年ロンドンオリンピックのデンマーク選手団
1908年ロンドンオリンピックのデンマーク選手団（1908ねんロンドンオリンピックのデンマークせんしゅだん）は、1908年4月27日から10月31日にかけてイギリスの首都ロンドンで開催された1908年ロンドンオリンピックのデンマーク選手団、およびその競技結果。

## 概要
今大会は銀メダル2個、銅メダル3個の合計5個のメダルを獲得した。

## メダル
| メダル | 選手名         | 競技 | 種目           |
| ------ | -------------- | ---- | -------------- |
| 銅     | ルズヴィ・ダム | 競泳 | 男子100m背泳ぎ |